# Ichneumon sublongaevus
Ichneumon sublongaevus là một loài tò vò trong họ Ichneumonidae.